# Mau Piailug
Pius Mau Piailug (né en 1932 et mort le 12 juillet 2010) est un navigateur micronésien de l'île carolinienne de Satawal, surtout connu comme professeur de méthodes d'orientation traditionnelles sans instruments pour les voyages en haute mer. Le système de navigation carolinien de Mau, qui repose sur des indices de navigation utilisant le Soleil et les étoiles, les vents et les nuages, les mers et la houle, ainsi que les oiseaux et les poissons, est acquis grâce à un apprentissage par cœur transmis à travers les enseignements de la tradition orale. Il obtient le titre de maître navigateur (palu) à l'âge de dix-huit ans, à peu près au moment où les premiers missionnaires américains arrivent à Satawal. À l'approche de l'âge mûr, Mau s'inquiète de la disparition de la pratique de la navigation à Satawal à mesure que son peuple s'acculture aux valeurs occidentales. Dans l'espoir que la tradition de navigation soit préservée pour les générations futures, Mau partage ses connaissances avec la Polynesian Voyaging Society (en) (PVS). Avec l'aide de Mau, la PVS utilise l'archéologie expérimentale pour recréer et tester les techniques de navigation hawaïennes perdues sur le Hōkūleʻa, une reconstruction moderne d'un canoë de voyage hawaïen à double coque.
La navigation réussie et sans instruments du Hōkūleʻa vers Tahiti en 1976 prouve l'efficacité du système de navigation de Mau au monde. Pour le monde universitaire, la réussite de Mau fournit la preuve d'un voyage intentionnel dans les deux sens à travers l'Océanie, soutenant une hypothèse expliquant l'origine asiatique des Polynésiens. Le succès des échanges culturels micronésiens-polynésiens, symbolisés par le Hōkūleʻa, a un impact dans tout le Pacifique. Il contribue à l'émergence de la deuxième renaissance culturelle hawaïenne et à un renouveau de la navigation polynésienne et de la construction de canoës à Hawaï, en Nouvelle-Zélande, à Rarotonga et à Tahiti. Cela suscite un intérêt pour l'orientation traditionnelle sur l'île natale de Mau, Satawal. Plus tard dans sa vie, Mau est respectueusement connu comme un grand maître navigateur, et ses amis l'appellent « Papa Mau » avec beaucoup de respect et d'affection. Il reçoit un diplôme honorifique de l'Université d'Hawaï et est honoré par la Smithsonian Institution et le Bishop Museum pour sa contribution à l'histoire maritime. La vie et l'œuvre de Mau sont explorées dans plusieurs livres et films documentaires, et son héritage continue d'être rappelé et célébré par les peuples autochtones d'Océanie.

## Biographie

### Jeunesse et apprentissage (1932-1974)
Mau est né Pius Piailug en 1932 dans le village de Weiso, sur la petite île corallienne de Satawal, dans l'État de Yap des îles Carolines, qui font aujourd'hui partie des États fédérés de Micronésie. Satawal est une île boisée d'une superficie de 1,3 km2, situé dans l'océan Pacifique occidental à environ 800km au sud de Guam. Le lien personnel de Mau avec la mer commence très tôt dans sa vie, lorsqu'il est placé dans des bassins de marée dès son plus jeune âge afin de pouvoir ressentir l'attraction de l'océan. À l'âge de quatre ou cinq ans, Mau est choisi par son grand-père Raangipi pour étudier comme apprenti navigateur. Mau proteste contre l'enseignement de son grand-père, préférant passer son temps à jouer sur la plage avec des enfants de son âge. Raangipi forme Mau en tant que jeune navigateur pendant de nombreuses années. Leur journée commence au lever du soleil, quand ils prennent leur petit-déjeuner ensemble et ensuite s'occupent des tâches ménagères avant d'aller pêcher. Pendant la soirée, Mau rejoint les hommes dans la maison des canoës pendant qu'ils boivent, écoutant leurs histoires sur la navigation et la voile. Raangipi dit au jeune garçon que s'il choisit de devenir navigateur, Mau pourrait gagner le respect de sa communauté, bien manger et conserver une position dans la société satawalaise plus élevée que celle d'un chef. Encouragé, Mau apprend les bases de la navigation concernant les étoiles, la houle et les oiseaux grâce à la transmission orale de Raangipi, mais son grand-père meurt quelque temps avant que Mau n'ait quatorze ans.
Après la mort de son grand-père, Mau commence à s'entraîner avec son père, Orranipui. Mau apprend davantage de son père sur la navigation par étoiles (wofanu), ainsi que sur la façon de pêcher et de construire des canoës. Lorsque son père meurt avant ses quinze ans, Mau est adopté par sa tante et son oncle. Vers l'âge de dix-huit ans, la tante et l'oncle de Mau l'envoient étudier avec Angora, un navigateur reconnu. Ses études aboutissent à son initiation en tant que maître navigateur (palu) à l'école de navigation de Weriyeng lors de la vénérée cérémonie du pwo (en) présidée par Angora. Ce devait être le dernier combat mené à Satawal au cours des cinquante prochaines années. Après la cérémonie, Mau vit pendant un mois dans la maison des canoës où il reçoit des leçons rigoureuses de trois navigateurs. Une fois la formation finale terminée, Mau effectue son premier voyage en solo d'environ 92km. Parce qu'il a tendance à naviguer dans toutes les conditions météorologiques, on lui donne le surnom de « Mau », du mot satawalais maumau, signifiant « fort ». Devenu navigateur, Mau épouse Nemwaeito avec qui il élève dix garçons et six filles.

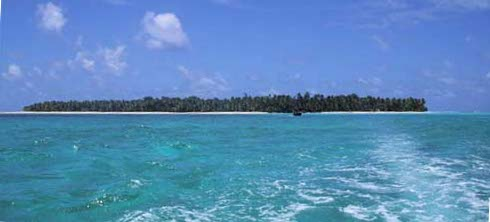
Mau Piailug est originaire de l'île de Satawal. Elle fait un mile et demi de long et un mile de large. Population 600 habitants. La navigation n'est pas une question de renouveau culturel, c'est une question de survie. On ne peut pas produire assez de nourriture sur une petite île comme celle-là. Leurs navigateurs il faut aller en mer pour attraper du poisson afin qu'il puisse manger. (Nainoa Thompson)

La vie quotidienne dans le village de Mau sur Satawal consiste à récolter du taro et à cueillir des fruits à pain et des noix de coco. Les Satawalais élèvent également du poulet et du porc et pêchent du poisson, leur principale source de protéines. Un étang d'eau douce sert de lieu de baignade. Des matériaux locaux sont utilisés pour construire des pirogues à balancier appelées prao. L'isolement de l'île contribue à préserver le mode de vie du peuple satawalais et le rôle de Mau en tant que navigateur. Même avec l'arrivée des Allemands (1890) et des Japonais (1914) en Micronésie, la culture satawalaise est restée intacte. Les missionnaires américains arrivés après la Seconde Guerre mondiale construisent la première église et école à Satawal.
À la fin des années 1960, Mau tente de vérifier ses connaissances en matière de navigation dans le Pacifique au sens large en travaillant comme marin sur un navire inter-îles géré par le Territoire sous tutelle des îles du Pacifique. De 1969 à 1973, Mau se lie d'amitié avec Mike McCoy, un volontaire du Corps de la paix en poste à Satawal. En plus d'épouser la nièce de Mau, McCoy navigue avec Mau et ils travaillent ensemble sur un projet de marquage des tortues. McCoy s'est intéressé à la navigation satawalaise, publie plusieurs articles sur le sujet et est resté en contact avec l'anthropologue Ben Finney (en), qui faisait des recherches sur la navigation polynésienne. Lorsque la mission de McCoy sur Satawal prend fin, il demande à Pialug s'il voulait venir avec lui à Hawaï.

### ProjetHōkūleʻa
Mau s'est rendu pour la première fois à Hawaï en 1973 et McCoy lui présente Ben Finney. Plus tard, Finney suggère à la Polynesian Voyaging Society d'essayer de recruter Mau pour leur projet de construction du Hōkūleʻa, puisqu'il ne reste plus de navigateurs traditionnels hawaïens. L'objectif du projet est de tester l'hypothèse selon laquelle les Polynésiens auraient effectué intentionnellement des voyages sans instruments à travers le Pacifique. Tevake, navigateur polynésien renommé, est décédé en 1970 et seulement six autres sont connus. Les navigateurs sont réticents à divulguer leurs connaissances sacrées aux étrangers. À l'époque, Mau n'a que 41 ans et est le plus jeune navigateur du groupe. Mau craignait que la navigation traditionnelle ne meure dans sa propre culture, tout comme à Hawaï. Il essaie d'enseigner aux jeunes hommes de Satawal les compétences qui lui sont transmises, mais il n'est pas optimiste. Les membres de la jeune génération sont trop occupés par l’école et trop attirés par la culture occidentale pour entreprendre des études et un apprentissage rigoureux. De plus, les habitants de Mau ne semblaient pas se soucier du fait que la navigation traditionnelle est en train de mourir et pourrait être perdue à jamais.
Avec l'aide de Finney, Mau reçoit une bourse spéciale au Centre Est-Ouest. Mau retourne à Honolulu en avril 1975 pour commencer à travailler avec la Polynesian Voyaging Society basée à Hawaï, naviguant finalement sur le canoë à double coque Hōkūleʻa d'Hawaï à Tahiti lors de son voyage inaugural en 1976. Mau forme et encadre le navigateur natif hawaïen Nainoa Thompson (en), qui deviendra plus tard un maître navigateur. David Henry Lewis (en), spécialiste de la navigation polynésienne, documente le travail de Mau.
| Les voyages de Mau Piailug sur le Hōkūleʻa Hōkūleʻa | Les voyages de Mau Piailug sur le Hōkūleʻa Hōkūleʻa | Les voyages de Mau Piailug sur le Hōkūleʻa Hōkūleʻa                                                         |
| Année                                               | Voyage                                              | Ports |
| --------------------------------------------------- | --------------------------------------------------- | --- |
| 1976                                                | Voyage inaugural                                    | Hawaï – Tahiti                                                                                              |
| 1980                                                | Tahiti Voyage                                       | Hawaï – Tahiti – Hawaï                                                                                      |
| 1985– 1987                                          | Voyage de redécouverte                              | Hawaï – Tahiti – Rarotonga ; Waitangi – Nuku ʻ alofa – Pago Pago – Tutuila – Aitutaki – Rarotonga – Tautira |
| 1995                                                | Nā ʻ Ohana Holo Moana                               | Hilo – Pape ʻ été; Nuku Hiva – Hilo                                                                         |

Les connaissances directes de Mau sur la navigation traditionnelle sont accumulées lors des études et des navigations dans l'hémisphère nord, mais le voyage vers Tahiti oblige Mau à se familiariser avec la géographie et le ciel nocturne de l'hémisphère sud. À propos de la préparation, Finney écrit :
« Pour préparer Mau Piailug au voyage, David Lewis l'informe de la géographie des îles de cette partie du Pacifique et des vents et courants auxquels on pouvait s'attendre en cours de route, autant d'informations qu'un des premiers navigateurs polynésiens connaissant cette route aurait pu connaître. porté dans sa tête. De plus, pour alerter Mau de la façon dont l'élévation des étoiles au-dessus des horizons nord et sud changerait à mesure que le canoë naviguait de plus en plus vers le sud, nous avons organisé des séances de formation au planétarium du Bishop Museum d'Honolulu pour montrer graphiquement comment, par exemple, lorsque l'on naviguait vers Tahiti[,] Polaris s'enfonçait de plus en plus bas sur l'horizon nord jusqu'à disparaître à l'équateur tandis que la Croix du Sud s'incurvait de plus en plus haut dans le ciel. Au cours de ses premiers jours de voyage, Mau reçoit un enseignement supplémentaire sur la configuration des vents et des courants de la part de Rodo Williams, un marin tahitien vétéran de l'équipage qui, l'année précédente, navigue sur un yacht de Tahiti à Hawaï et pouvait donc fournir à Mau un récit de première main de ce à quoi il pouvait s'attendre. » 
Leur collaboration s'est avérée fructueuse lorsque, au 31e jour de mer du voyage de 1976, Mau déclare qu'ils verraient bientôt la terre, et le lendemain, Tahiti. Quelques heures plus tard, ils aperçoivent des sternes blanches (Gygis alba) terrestres suivi d'une diminution de la houle des alizés. Cette nuit-là, ils repèrent Mataiva. Après une brève escale, avec un peu plus d'une journée de navigation, ils touchent terre à Tahiti où ils sont accueillis par 17 000 personnes, soit la moitié de la population de Tahiti.

L'ambition de Nainoa est de naviguer avec le Hōkūleʻa jusqu'à Tahiti en tant que navigateur en utilisant des techniques traditionnelles recréées. Il passe des années à s'entraîner seul et avec Mau. La formation et le mentorat de Mau aident Nainoa à atteindre cet objectif lors du voyage de Tahiti en 1980. C'est la première fois depuis plus de 500 ans qu'un autochtone hawaïen maîtrisait les étoiles, les mers, les oiseaux et les vents pour guider un canoë à voile d'Hawaï à Tahiti et retour. Les deux hommes se sont à nouveau réunis pour le voyage de redécouverte de 1985 – 1987 en Nouvelle-Zélande, toujours avec Nainoa comme navigateur principal et Mau comme mentor. Le voyage en Nouvelle-Zélande attise l'intérêt des Maoris pour l'histoire culturelle, les techniques de navigation et la construction de canoës. Il donne vie aux Maoris dans leur folklore sur les grands voyages en canoë de migration et d'établissement à Aotearoa (Nouvelle-Zélande). Décrivant une cérémonie organisée à Waitangi pour commémorer le voyage du Hōkūleʻa à Hawaï et en Nouvelle-Zélande, Nainoa écrit  :
« Sir James Henare, le plus vénéré des anciens de Tai Tokerau, se leva et dit : « Vous avez prouvé que cela est possible. Et vous avez aussi prouvé que nos ancêtres l'ont fait.... parce que les cinq tribus de Tai Tokerau retracent leur ascendance à partir des noms des canoës dans lesquels ils sont arrivés, et parce que vous, les gens d'Hawaï ʻ je suis venu en canoë, donc d'après nos traditions, vous devez être la sixième tribu de Tai Tokerau. »
En 1995, Mau participe au voyage NāʻOhana Holo Moana du Hōkūleʻa à Raiatea. Naviguant avec son fils Sesario Sewralur et Nainoa comme maître de voile, Mau supervise l'enseignement de Nainoa sur ses élèves Kaʻau McKenney et Keahi Omai en vue de devenir navigateurs. Mau voit Nainoa réussir lors des voyages de 1980 et 1985-1987. Enfin, lors de ce voyage de 1995, Mau voit la preuve que les connaissances sont transmises à la génération suivante. Le canoë atteint avec succès Rarotonga et le voyage aboutit à la levée d'un tabou vieux de six siècles sur les voyages depuis Raʻiātea,. Hōkūleʻa navigue depuis Hawaï avec deux autres canoës : Hawaiʻiloa et Makaliʻi. Ils se rejoignent à Taputapuatea avec d'autres canoës issus de toute l'Océanie.

### Makaliʻi
Pour aider à préserver la culture hawaïenne, Milton « Shorty » Bertelmann et son frère Clay créent l'organisation à but non lucratif Nā Kalai Waʻa Moku o Hawaiʻi sur l'île d'Hawaï en 1992. À partir de 1994, les deux frères contribuent à la construction du Makaliʻi, un canoë de voyage de 16,5m, qu'ils lancent en 1995. De février à mai 1999, "Shorty" Bertelmann navigue sur le Makaliʻi vers Satawal dans le cadre d'un voyage connu sous le nom de "E Mau - Voyage vers la terre du Maître". Le voyage a pour but de rendre hommage au maître navigateur Mau Piailug et de le remercier pour ses enseignements. Mau est rentré chez lui à bord du Makaliʻi en tant qu'invité d'honneur. Le Makaliʻi poursuit son voyage de 1999 sur la moitié de la Micronésie. Elle est la première pirogue de voyage hawaïenne à visiter les confins de la Micronésie et son apparence stimule l'intérêt des Micronésiens pour leur propre histoire culturelle.

### Alingano Maisu
Le 18 mars 2007, Mau préside la première cérémonie pwo pour les navigateurs depuis 56 ans sur l'île de Satawal. Cinq autochtones hawaïens et onze autres personnes sont intronisés au Pwo en tant que maîtres navigateurs, dont Nainoa Thompson et le fils de Mau, Sesario Sewralur. La Polynesian Voyaging Society, dans le cadre du voyage du Hōkūleʻa de 2007 nommé "Kū Holo Mau", offre à Mau un canoë nommé Alingano Maisu, un cadeau pour son rôle clé dans la relance de la navigation d'orientation traditionnelle en Hawaii. Le canoë est construit à Kawaihae, à Hawaï, sous l'égide de l'organisation à but non lucratif Nā Kalai Waʻa Moku O Hawaiʻi. L'engagement de construire ce « cadeau » pour Mau est pris par Clay Bertelmann, capitaine du Makaliʻi et du Hōkūleʻa. Maisu est offert à Mau au nom de toutes les familles et organisations de voyage qui continuent activement à naviguer et à pratiquer les traditions enseignées par Mau Piailug.

### Mort
Après une longue lutte contre le diabète, Mau est décédé sur son île natale de Satawal à 18h30, heure de Micronésie, lundi 12 juillet 2010,. Comme c'est la tradition à Satawal, les voyages entre les îles sont temporairement suspendus en l'honneur de Mau. Comme il n'y a pas de morgue sur l'île, Mau est enterré le lendemain et un chapelet nocturne est célébré jusqu'au service commémoratif du 21 juillet à l'église de Santa Soledad. Le fils de Mau, Henry Yarofalpiy, continuera à enseigner aux étudiants leur culture, préservant ainsi l'héritage de son père.

## Reconnaissances
Mau reçoit un doctorat honorifique en lettres humaines en 1987 par l'Université d'Hawaï.
Le 9 mai 2000, il est honoré par la Smithsonian Institution du Musée national d'histoire naturelle. Lors de la cérémonie, le secrétaire Lawrence M. Small déclare : « La renaissance de la navigation sans instrument est due en grande partie à cet homme, Mau Piailug ».
Le Bishop Museum remet à Mau la médaille Robert J. Pfeiffer le 12 juillet 2008, en l'honneur de son « dévouement exceptionnel à l'avancement des affaires maritimes et à la perpétuation du patrimoine maritime à Hawaï et dans le Pacifique ». Mau est honoré pour son « dévouement et son leadership civique exceptionnel » et pour avoir illustré « l'esprit et le but du fondateur du musée, Charles Reed Bishop ».

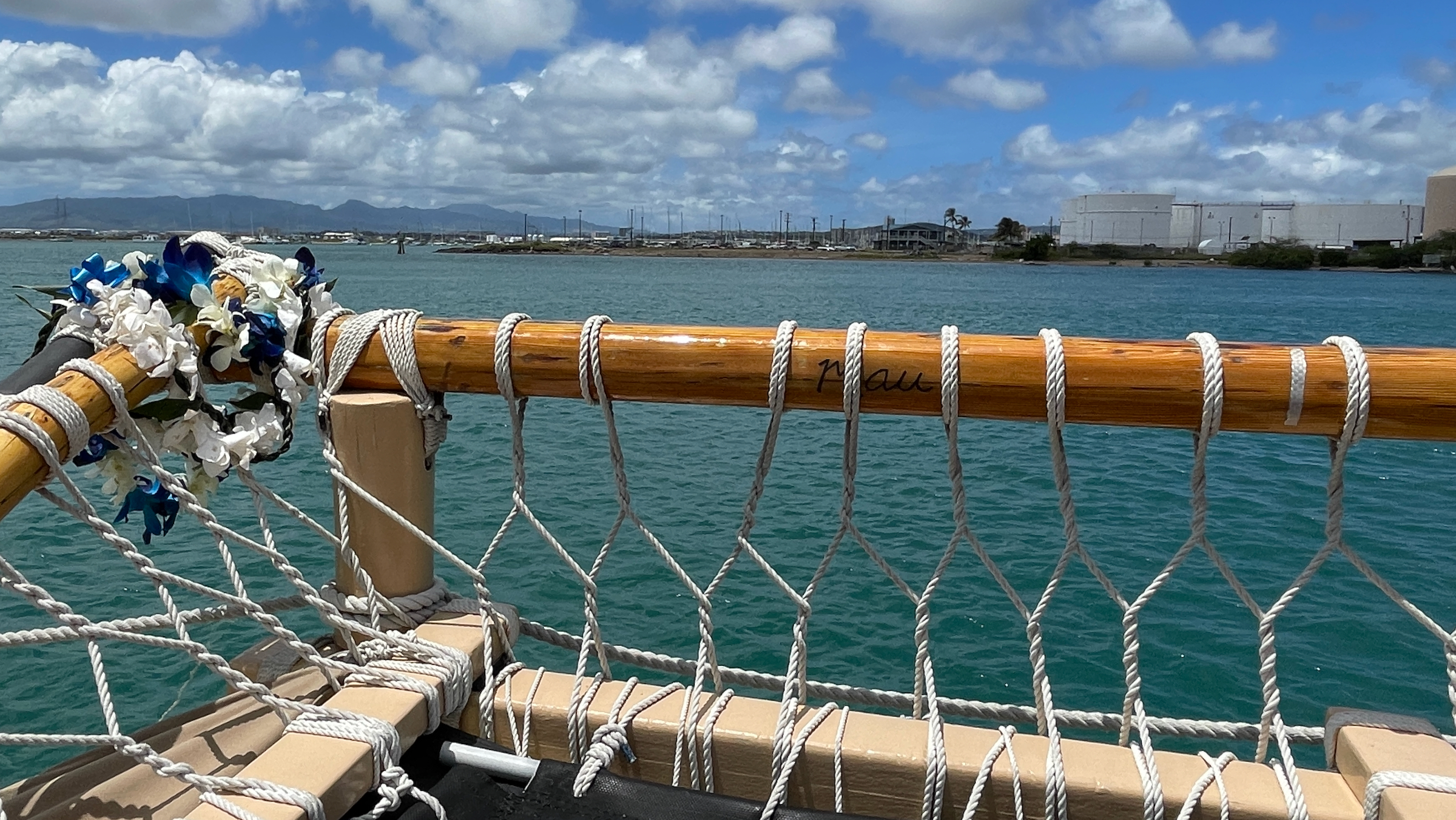
Le nom de Mau gravé sur le dossier du siège du navigateur à bord du Hokule'a

La Polynesian Voyaging Society reconnait les contributions de Mau à la préservation de l'art de l'orientation en construisant et en faisant don du canoë de voyage Alingano Maisu à Mau et aux habitants de Satawal, et il est honoré de son nom gravé sur le rail à bord du Hōkūleʻa derrière son siège traditionnel sur le port. quart arrière du navire.

## Postérité
Le succès des exploits de navigation de Mau suscite la fierté culturelle des Tahitiens, des Maoris et des Hawaïens et connecte tous les Polynésiens aux histoires que leurs ancêtres racontaient sur les voyages similaires des générations passées. Le voyage du Hōkūleʻa suscite l'intérêt de jeunes étudiants tels que Milton « Shorty » Bertelmann et plus tard Nainoa Thompson. Mau a non seulement conduit le Hōkūleʻa à Tahiti, mais reconnecte les peuples du Pacifique à leurs racines culturelles. L'intérêt ravivé pour la préservation de la culture traditionnelle et des méthodes de navigation revigore l'art de la construction de canoës et les études culturelles à Hawaï, en Nouvelle-Zélande, à Rarotonga et à Tahiti,  ainsi que dans la patrie de Mau, Satawal.

Une projection du triangle polynésien sur le globe. Taiwan est encerclé dans le coin supérieur gauche.

Deux siècles avant Mau et le Hōkūleʻa, le capitaine James Cook, avec l'aide de Tupaia, acquiert des connaissances qui autrement auraient été étroitement détenues. Avant sa mort en 1779, Cook émet l'hypothèse que les Polynésiens partageaient une ascendance commune ; il attribue même leur origine à l'Asie. Cependant, la théorie de Cook n’a pas empêché le débat entre chercheurs. Avant le voyage du Hōkūleʻa en 1976, le débat académique sur la colonisation de la Polynésie est partagé entre plusieurs écoles de pensée.
L'ethnographe norvégien Thor Heyerdahl émet l'hypothèse que le Pacifique est colonisé par des voyages depuis l'Amérique du Sud et entreprend de le prouver avec son expédition Kon-Tiki. Les chercheurs n'ont pas pris au sérieux l'hypothèse de Heyerdahl. Le Néo-Zélandais Andrew Sharp propose l'hypothèse des voyages accidentels en 1957, selon laquelle (à tort) l'Océanie est trop vaste pour avoir été peuplée par des voyages intentionnels et les migrations devaient donc s'être produites par des voyages à la dérive accidentels. Sharp admet que les Polynésiens se sont probablement installés dans le Pacifique depuis l'Asie, mais estime que leurs navires rudimentaires et leurs outils de navigation ne sont pas fiables pour une navigation intentionnelle de Tahiti à Hawaï ou à la Nouvelle-Zélande. Il déclare que les voyages de plus de 300 milles sont probablement des voyages accidentels, avec un atterrissage à la merci du vent et du courant. Une étude et une simulation informatique de 1973 réalisées par Levison, Ward et Web étudient la probabilité de l'hypothèse de Sharp, mais l'ont trouvée improbable.
Finney n'est pas d'accord avec la partie voyage accidentel de l'hypothèse de Sharp. Pour étudier le problème, il fonde la Polynesian Voyaging Society avec Herb Kane et Tommy Holmes en 1973, avec l'intention de construire un canoë de voyage pour naviguer d'Hawaï à Tahiti afin de tester si un voyage intentionnel dans les deux sens à travers l'Océanie pouvait être reproduit. Avec l'aide des connaissances de Mau en matière de navigation guidant le Hōkūleʻa, la Polynesian Voyaging Society démontre que les voyages intentionnels sont non seulement possibles, mais que les ancêtres des Polynésiens auraient également pu s'installer dans le Pacifique lors de voyages similaires en utilisant des techniques d'orientation sans instrument telles que celles de Mau. Enfin, des preuves linguistiques et archéologiques suggèrent que l'histoire du peuple polynésien ne trouve pas son origine dans le Pacifique Est mais dans l'Ouest. Les développements récents dans le domaine de l'analyse de l’ADN tranchent définitivement le débat sur l’origine polynésienne. Ils prouvent que les Polynésiens partagent une ascendance commune avec les Taïwanais et les Asiatiques de l'Est.

## Orientation et navigation

### Entraînement
La formation des navigateurs est historiquement liée à la culture et aux rituels. Il fallait faire preuve d'une grande discrétion dans la sélection des candidats afin que les savoirs préservés par la tradition orale aient les plus grandes chances de survie. Le rang d'un maître navigateur est égal ou supérieur à celui d'un chef de village. Une navigation prudente ne repose pas sur une technique unique, mais synthétise plutôt la position à partir de plusieurs entrées. En route, cette synthèse constante permet de repérer facilement le navigateur en étant celui aux yeux rouges à cause du manque de sommeil.
| Boussole stellaire de Mau Piailug          | Boussole stellaire de Mau Piailug                                                                                     | Boussole stellaire de Mau Piailug                                                          |
| A recreation of Mau Piailug's star compass | A recreation of Mau Piailug's star compass                                                                            | A recreation of Mau Piailug's star compass                                                 |
| Légende                                    | Légende | Légende                                                                                    |
| Nom satawalais                             | Nom traditionnel | Nom astronomique                                                                           |
| ------------------------------------------ | --- | ------------------------------------------------------------------------------------------ |
| Tupul                                      | Couchant | Ouest                                                                                      |
| Tan                                        | Levant | Est                                                                                        |
| Wuliwulifasmughet                          | Étoile polaire | Polaris                                                                                    |
| Mailapailefung                             | Petite Ourse | la Petite Ourse                                                                            |
| Wylure                                     | Grande Ourse | la Grande Ourse                                                                            |
| Igulig (« Baleine »)                       | 1) Cassiopée (tête de baleine) 2a) Almach & 2b) Mirach (corps de baleine) 3a) Hamal & 3b) Sharatan (queue de baleine) | 1) Cassiopée 2a) Gamma Andromède & 2b) Bêta Andromède 3a) Alpha Ariétis & 3b) Bêta Ariétis |
| Murn                                       | Véga | Véga                                                                                       |
| Marigat                                    | Sept sœurs | Pléiades                                                                                   |
| Uul                                        | Aldébaran | Alpha Tauri                                                                                |
| Paiifung                                   | Tarazé | Gamma Aquilae                                                                              |
| Mailap                                     | Altaïr | Alpha Aquilae                                                                              |
| Payeur                                     | Alshain | Bêta Aquilae                                                                               |
| Plus tôt                                   | Orion | Orion                                                                                      |
| Sarapool                                   | Corvus | Corvus                                                                                     |
| Tumure                                     | Scorpion (Top 6 étoiles)                                                                                              | Scorpion                                                                                   |
| Mésario                                    | 1a) Shaula & 1b) Antarès                                                                                              | 1a) Lambda Scorpions & 1b) Alpha Scorpion                                                  |
| Luubw                                      | Croix du Sud (montant ou couchant)                                                                                    | Croix du Sud                                                                               |
| Machémies                                  | Croix du Sud (à 45° sur l'horizon SE)                                                                                 | Croix du Sud                                                                               |
| Wuliwuliluubw                              | Croix du Sud (droit)                                                                                                  | Croix du Sud                                                                               |
| Machemélito                                | Croix du Sud (à 45° sur l'horizon SW)                                                                                 | Croix du Sud                                                                               |

Pour un navigateur de formation traditionnelle, ces entrées comprennent des signaux physiques provenant de la mer, du ciel et des étoiles, des signaux de mémoire issus de sa connaissance des boussoles à étoiles, à houle et à vent ; et les connaissances culturelles enregistrées dans les chants, les danses et les histoires. Des exemples de signaux physiques incluent la couleur, la température et le goût (salinité) de l’eau de mer ; débris végétaux flottants; observations d'oiseaux de mer terrestres volant pour pêcher ; type, couleur et mouvement des nuages ; direction, vitesse et température du vent ; la direction et la nature des houles et des vagues océaniques ; la position des étoiles dans le ciel et son estimation de la vitesse, du courant et de la marge de manœuvre de son voilier. La « boussole » qu'il portait n'est pas magnétique mais un modèle mental de l'emplacement des îles et des étoiles que l'on pouvait utiliser pour naviguer entre elles. Ce modèle mental aurait nécessité des années d’études pour être construit ; les danses, les chants (rong)  et les histoires l'ont aidé à se souvenir des relations complexes entre la géographie et le lieu. Les étoiles lui fournissent des informations de position très fiables lorsqu'elles sont visibles, mais les navigateurs tels que Mau parviennent à garder leur position et leur trajectoire à l'esprit même lorsqu'ils sont bloqués par les nuages, en utilisant d'autres références telles que le vent et la houle.
La boussole stellaire carolinienne de Mau (photo) est la base de la boussole stellaire hawaïenne moderne de Nainoa. Outre l'essentiel de l'entraînement, qui se déroule en mer, historiquement, les garçons apprenaient dans la maison des hommes avec des cailloux, des coquillages ou des morceaux de corail, représentant des étoiles, posés sur le sable selon un motif circulaire. Les morceaux de coquille ou de corail choisis pour représenter quelle étoile ou constellation sont arbitraires, mais généralement, des morceaux plus gros sont utilisés pour les points cardinaux tandis que des morceaux plus petits représentent des étoiles importantes entre ces points. Dans la boussole stellaire de Mau, ces points ne sont pas nécessairement équidistants. La formation circulaire extérieure représente l’horizon, avec le canoë comme point central. La moitié orientale du cercle représente les points de montée des étoiles de référence à l'horizon (tan) tandis que la moitié ouest représente leurs points de coucher (tupul). Les modèles de houle des alizés dominants sont représentés par des bâtons (non représentés ici) recouvrant la boussole étoilée sous la forme d'un carré. Toutes les connaissances sont conservées par la mémoire à l'aide de danses, de chants et d'histoires, dans lesquelles les étoiles sont énumérées comme personnes ou personnages dans les histoires.

### Technique
Un aspect de la méthode carolinienne d'estimation de la longitude lors des traversées inter-îles consiste à visualiser l'île cible par rapport à l'alignement d'une deuxième île de référence avec une succession d'étoiles sélectionnées, points cardinaux des étoiles. Il s'agit d'un système raffiné d'estime dans lequel le navigateur synthétise constamment sa position par rapport à l'emplacement de l'île de référence dans son modèle mental. Le plus remarquable est que l'île de référence (lu pongank)  puisse se trouver au-dessus de l'horizon, invisible, voire imaginaire.
Dans sa forme la plus simple, la boussole stellaire décrit 32 points auxquels les étoiles clés se lèvent sur l'horizon est et se couchent sur l'horizon ouest. La latitude nord est assez facile à déterminer car le pôle Nord possède une étoile zénithale facilement visible à l'œil nu, appelée Polaris (Wuliwulifasmughet). La hauteur de Polaris au-dessus de l'horizon indique le déplacement de l'observateur vers le sud depuis le nadir de Polaris, le pôle Nord. Quand on voyage plus au nord, Polaris apparaît plus haut dans le ciel. Ce n'est qu'au véritable pôle Nord que Polaris se trouve directement au-dessus de nous, à près de 90 degrés d'altitude. Lorsqu'on se dirige vers le sud en direction de l'équateur, Polaris semble descendre vers l'horizon nord. À 45 degrés de latitude nord, Polaris se trouve à 45 degrés au-dessus de l'horizon nord. Près de l'équateur, l'altitude de Polaris approche zéro degré, mais pour le spectateur juste plus au sud, Polaris aura disparu sous l'horizon nord.
En continuant vers le sud depuis l'équateur, bien que Polaris ne soit plus visible, Crux (Luubw), la « Croix du Sud », se sera élevée au-dessus de l'horizon sud. En voyageant plus au sud, Crux s'élève plus haut dans le ciel. À travers l'axe le plus long de Crux, une ligne imaginaire coupant Gacrux et Acrux pointe vers le sud en direction du pôle céleste sud. Cependant, le pôle Sud ne possède pas de véritable étoile zénithale à partir de laquelle des lectures directes de la latitude sud peuvent être prises. En guise d'indicateur, le pôle céleste sud se trouve à l'extrémité de cette ligne imaginaire étendue vers le sud à travers Gacrux et Acrux, à une distance d'environ 4,5 fois la distance qui les sépare. Nainoa Thompson note qu'à ʻ latitude d'Hawaï, la distance entre Gacrux et l'Acrux sud est égale à l'altitude de l'Acrux au-dessus de l'horizon sud.
Pour diriger le canoë au milieu de l'océan sur une route constante, le navigateur sélectionne une étoile et maintient le canoë pointé vers elle. Si elle est bloquée par des nuages ou s'élève trop haut dans le ciel, il sélectionne une autre étoile mais décale sa référence pour rester fidèle à la première, ou se dirige selon le même angle relatif par rapport à la houle que lorsqu'il se dirige vers l'étoile.
Piailug est probablement autiste. John Elder Robison, écrivain et analyste populaire atteint du syndrome d'Asperger, écrit qu'une sensibilité sensorielle intense, l'attention aux détails, l'hyperconcentration, la mémoire visuelle et la reconnaissance des formes, qui sont tous des traits autistiques, sont nécessaires à l'orientation à la manière du Pacifique. De plus, Piailug a des schémas de communication inhabituels qui sont généralement associés à l'autisme, tels qu'un discours monotone et un manque de contact visuel.

## Lectures complémentaires
- Chad Kalepa Baybayan, « Piailug's greatest lesson is that we are a single people », Island Voices, Honolulu Star-Advertiser,‎ 29 juillet 2010 (lire en ligne [archive du 1er août 2010])
- Lawrence Downes, « Star Man », The New York Times,‎ 18 juillet 2010, p. 7 (lire en ligne [archive du 2 mai 2018])
- Colin Jack-Hinton, « We the Navigators: The Ancient Art Landfinding in the Pacific », University of Sydney, vol. 66, no 2,‎ décembre 1995
- Gary T. Kubota, To Honor Mau: Voyage of the Hokuleʻa through Micronesia, 23 January – 7 April 2007, Pacific Renaissance Press, 2007 (ISBN 978-0-9799467-0-7)
- Stephen Miller, « Pacific Navigator Kept Sailing Techniques Afloat », Wall Street Journal,‎ 15 juillet 2010, p. 13 (lire en ligne [archive du 8 novembre 2012])
- The History of Cartography, University of Chicago Press, 1998 (ISBN 0-226-90728-7)  Provides extensive explication of Carolinian navigation.